# Zeta Doradus
Zeta Doradus (ζ Dor / HD 33262 / GJ 189) es una estrella en la constelación de Dorado, la sexta más brillante de la misma con magnitud aparente +4,72. Se encuentra a 38 años luz de distancia del sistema solar.
Zeta Doradus es una estrella blanco-amarilla de tipo espectral F9V, también clasificada como F7V. Similar al Sol en muchos aspectos, es algo más caliente que este, con una temperatura de 6125 K.
Del mismo tamaño que el Sol, su masa se estima un 7 % mayor que la masa solar. Sus características físicas son muy parecidas a las de ζ Tucanae e ι Horologii, estrellas relativamente próximas al sistema solar aunque algo más masivas y luminosas que nuestro Sol. Como ejemplo, la luminosidad bolométrica de Zeta Doradus es un 38 % mayor que la luminosidad solar.
Zeta Doradus tiene una edad comprendida entre 1400 y 3500 millones de años.
Su metalicidad es inferior a la solar, en torno a un 60 % de la misma.
Un exceso en la radiación infrarroja emitida a 70 μm indica la presencia de partículas de polvo alrededor de la estrella.
Zeta Doradus se encuentra entre los objetivos prioritarios del Terrestrial Planet Finder (TPF) para la búsqueda de planetas terrestres que puedan albergar vida.
Las estrellas conocidas más cercanas a Zeta Doradus son GJ 1075, enana naranja a ~ 1 año luz, y GJ 2036, sistema de dos estrellas fulgurantes, a 2,1 años luz. El sistema estelar ζ Reticuli se encuentra a algo menos de 10 años luz de distancia.